# Feliks Ochimowski
Feliks Franciszek Ochimowski (ur. 30 maja 1848 w Woli Pękoszewskiej, zm. 6 lutego 1932 w Warszawie) – polski prawnik, adwokat, sędzia Sądu Najwyższego w latach 1919–1929, specjalista w zakresie prawa konstytucyjnego i prawa administracyjnego.

## Życiorys
Feliks Ochimowski był synem Baltazara Józefa i Symforozy Józefy z domu Kornasińskiej. Po ukończeniu gimnazjum w Warszawie rozpoczął w 1866 roku studia prawnicze w Szkole Głównej Warszawskiej i po jej przekształceniu w Cesarski Uniwersytet Warszawski uzyskał w 1870 roku stopień kandydata praw. Po studiach poświęcił się pracy literackiej. Wraz z m.in. z Leopoldem Méyetem, Plebińskim, Henrykiem Elzenbergiem i Mirosławskim założył dwutygodnik naukowy „Niwa”. W 1872 roku otrzymał nominację na patrona przy trybunale cywilnym w Warszawie, a w 1876 roku został adwokatem przysięgłym. Od 1897 roku regularnie publikował w „Gazecie Sądowej” artykuły i studia, m.in. o samorządzie.
19 stycznia 1908 roku został wybrany na członka Towarzystwa Naukowego Warszawskiego, należał do składu Wydziału II. W latach 1905–1918 był członkiem Towarzystwa Kursów Naukowych, od 16 XII 1912 do 20 XII 1916 także członkiem Zarządu TKN. Wykładał prawo administracyjne i konstytucyjne na Wydziale Humanistycznym TKN (1909-1918), gdzie w latach 1915-1918 był także dziekanem.
W czasie I wojny światowej był członkiem wydziału sądowo-prawnego, utworzonego przy Centralnym Komitecie Obywatelskim w Warszawie. Po odzyskaniu niepodległości w 1918 roku został sędzią Sądu Najwyższego. Obowiązki te pełnił do 1929 roku, kiedy przeszedł na emeryturę.
Przez wiele lat wykładał prawo administracyjne na Wolnej Wszechnicy Polskiej

## Ważniejsze prace
- Wskazówki praktyczne z praw obowiązujących (Warszawa, 1905)
- Prawa konstytucyjne: szkic porównawczy (Warszawa, 1906)[3]
- Prawo konstytucyjne (1907)
- Samorząd (Warszawa, 1909)
- Wybory i głosowanie (Warszawa, 1917)[4]
- Prawo administracyjne (3 tomy wydane w latach 1919–1929)[5][6]
- Nowa procedura
- Bibljografja prawna za lat 90
- Adwokatura
- Sądownictwo ludowe koronne
- Prawa dzieci nieślubnych[1]